# Eisiterias
Eisiterias es el nombre que se daba en Atenas, en la Antigua Grecia, a la solemne ceremonia celebrada por el Senado al tomar posesión de sus funciones en la nueva luna del mes de hecatombeón, el primero del año.
Se componía de un sacrificio seguido de una comida; preces y libaciones por el bien del pueblo y la ciudad. La presidían los pritaneos en presencia de los estrategas y de todos los demás magistrados. También se celebraba una eisiteria extraordinaria al comenzar sus funciones cualquier embajada importante.
Los escritores griegos, al hablar de las instituciones romanas, aplicaron la voz eisiteria a la ceremonia pública de las calendas de enero, en las que los magistrados elegidos, especialmente los cónsules, inauguraban el nuevo año. 
El sentido de estas fiestas, tanto en Grecia como en Roma, era que el hombre no debía acometer empresa de alguna importancia sin pedir la protección de los dioses con oraciones y homenajes.